# Franco Cervi
Franco Emanuel Cervi (* 26. Mai 1994 in San Lorenzo, Provinz Santa Fe) ist ein argentinischer Fußballspieler, der seit Juli 2021 beim spanischen Erstligisten Celta Vigo unter Vertrag steht.

## Karriere

### Verein
Franco Cervi durchlief sämtliche Jugendmannschaften des argentinischen Vereins Rosario Central, bis er am 9. November 2014 sein Debüt für die Canallas im Spiel gegen Estudiantes de la Plata bestritt. Am 14. Februar 2015 erzielte er seinen ersten Pflichtspieltreffer gegen Racing Club.
Am 15. September 2015 unterschrieb Cervi einen Sechsjahresvertrag beim portugiesischen Meister Benfica Lissabon. Er verblieb jedoch bis zum Ende Mai 2016 bei Rosario und kam zur Saison 2016/17 zu Benfica. Bei seinem Debüt für seinen neuen Arbeitgeber im Spiel gegen Sporting Braga konnte er sofort einen Treffer erzielen.
Im Juli 2021 wechselte er nach Spanien zu Celta Vigo.

### Nationalmannschaft
Am 8. September 2018 debütierte er für die argentinische Nationalmannschaft in einem 3:0-Testspielsieg gegen Guatemala. In einem Freundschaftsspiel gegen den Irak traf er am 11. Oktober erstmals für das Nationalteam.

## Erfolge
Benfica Lissabon
- Portugiesischer Meister: 2016/17, 2018/19
- Portugiesischer Pokalsieger: 2016/17
- Portugiesischer Supercupsieger: 2016, 2017